# 竹内壽平
竹内 壽平（たけうち じゅへい、1908年10月11日 - 1989年11月3日）は、静岡県浜名郡小野口村大字小松（現浜松市浜名区小松）出身の検察官。プロ野球コミッショナー。

## 来歴
第八高等学校を経て東京帝国大学法学部卒。法務省刑事局長、法務事務次官。東京高検検事長を経て1970年より3年間、検事総長を務める。法務省時代、馬場義続の知遇を得る。法務事務次官時代に田中伊三次法務大臣が馬場の後の検事総長に竹内を起用する案を持っていたが、竹内は法務・検察の序列を軽視した人事では検事長クラスの中に辞表を提出する者が出て混乱すると進言し、田中は断念した。
退官後にスイスのジュネーブで開かれた国際会議に政府代表団団長として出席した。
法務大臣候補となったことがあり、1978年12月の第1次大平内閣の時に大平首相から打診があったが、自民党内の派閥調整の割り振りの過程で立ち消えとなった。
1986年に第8代プロ野球（日本野球機構）コミッショナーに就任した。姉は作家小川国夫の母まき。妻の英子は金光庸夫の長女。